# Futbol a Txèquia

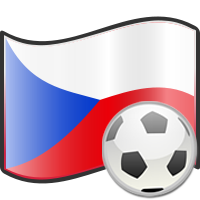

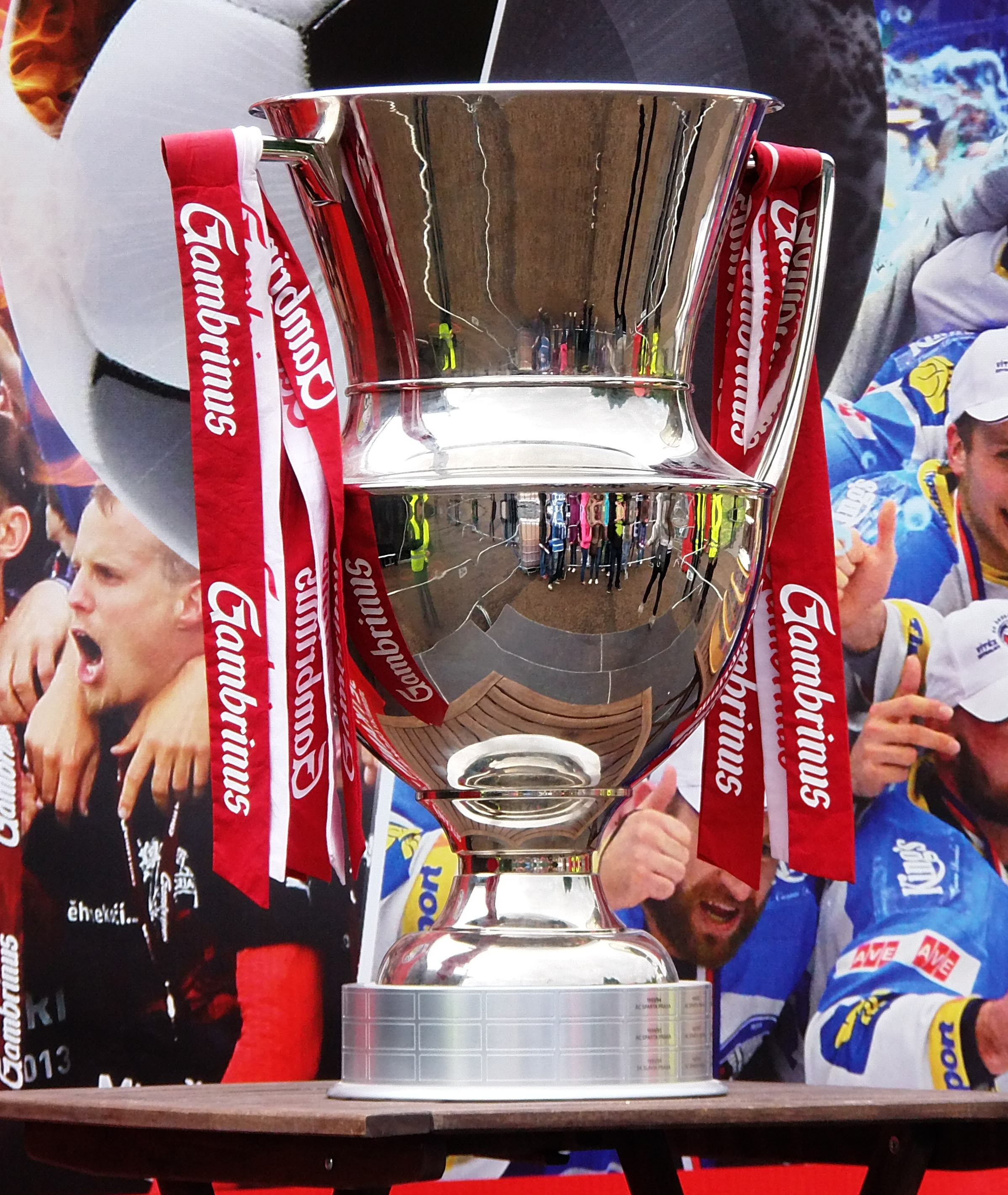
Trofeu de la lliga txeca.

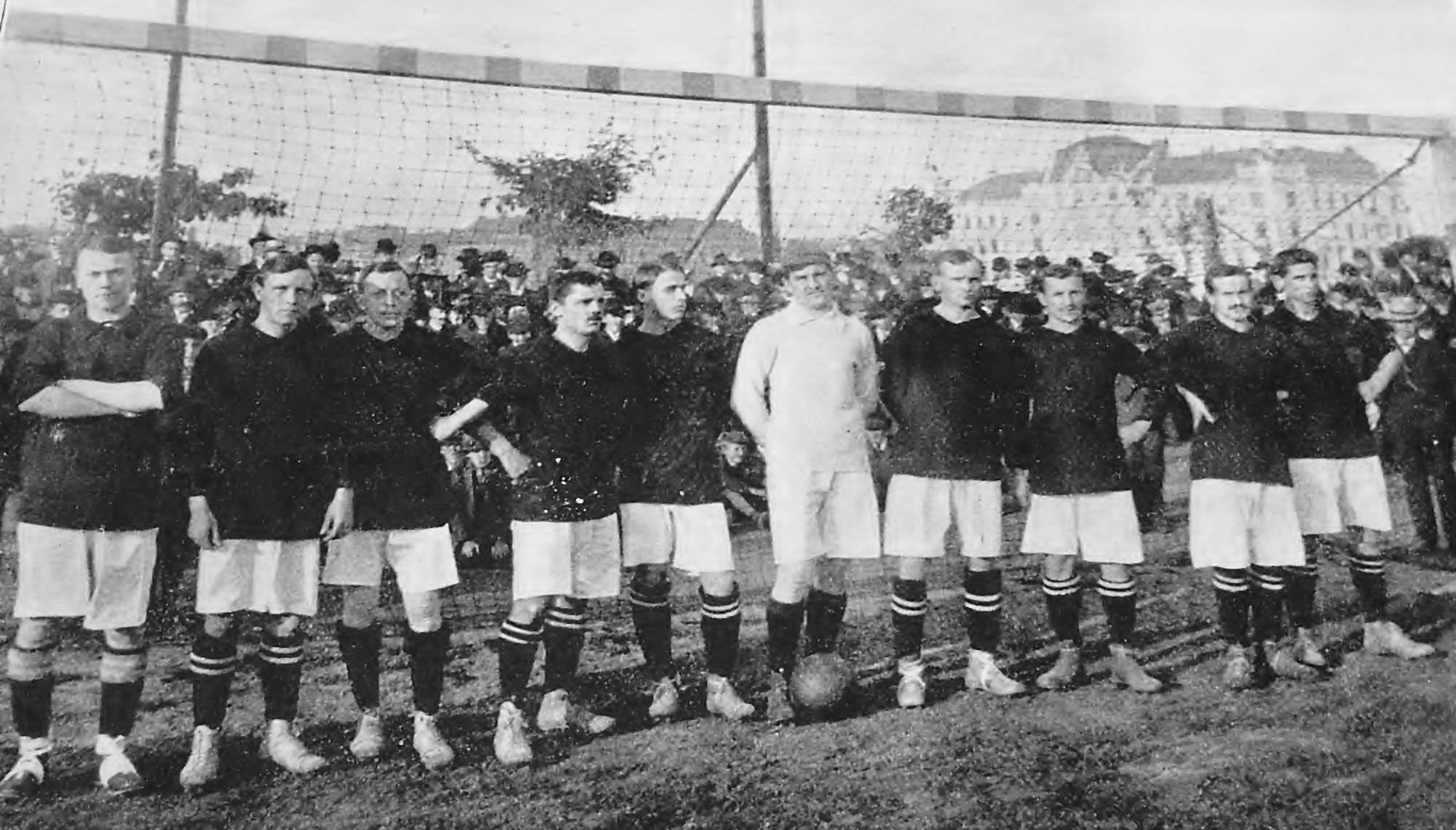
Sparta Praha el 1908.

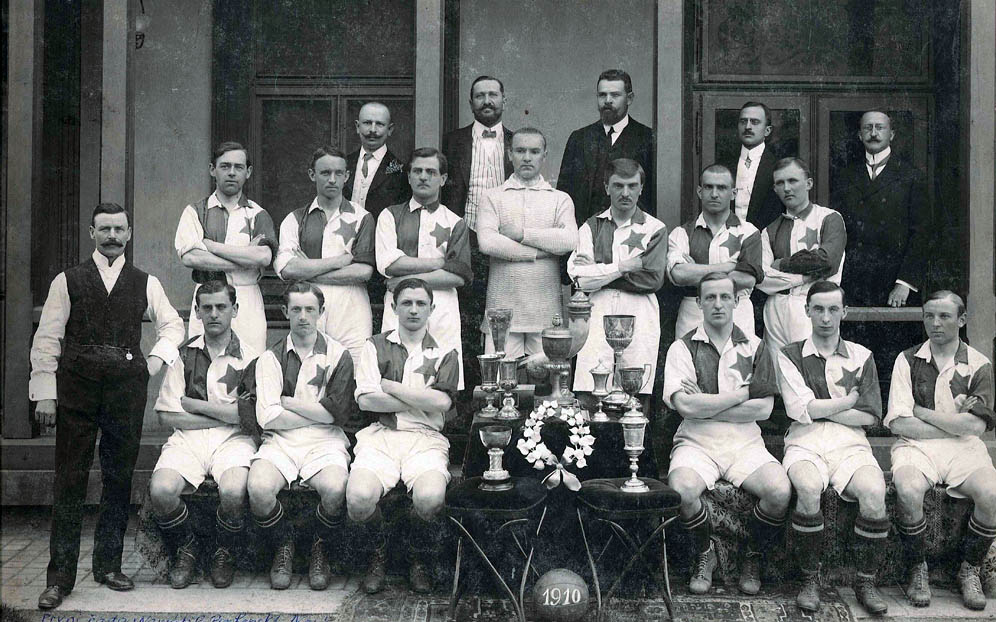
Slavia Praha el 1910.

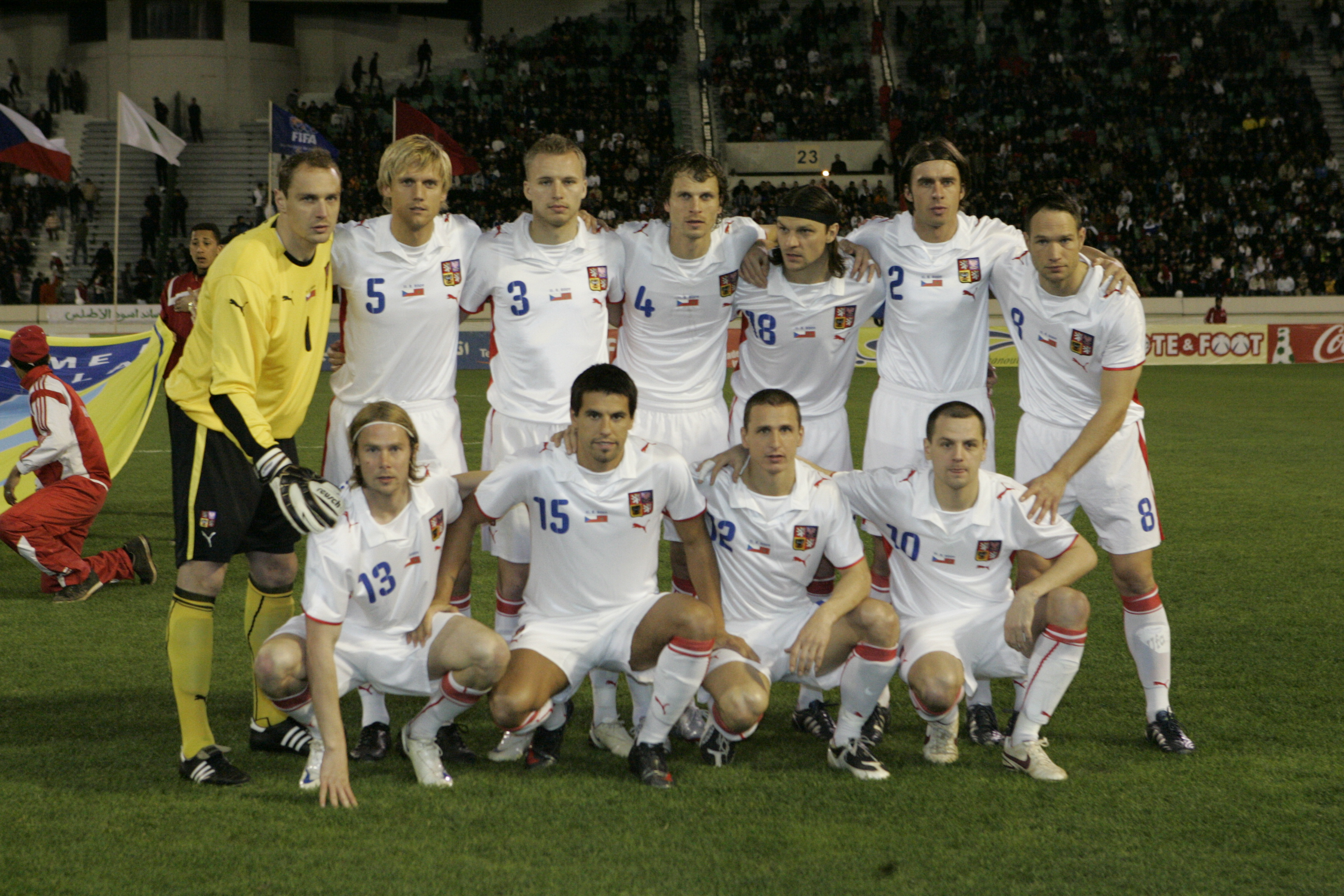
República Txeca el 2009.

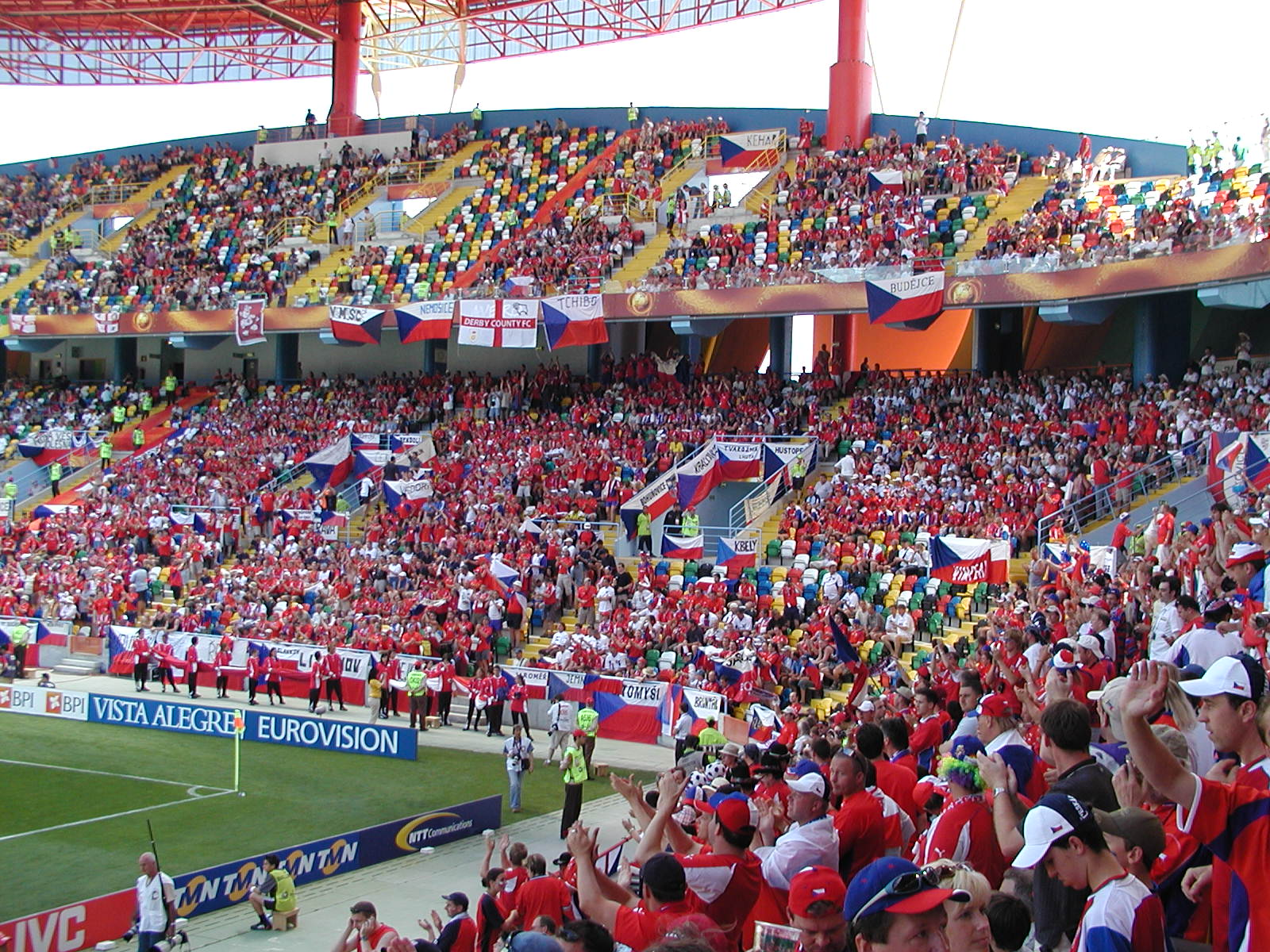
Seguidors a l'Euro 2004.

El futbol és un dels esports amb més seguidors a la República Txeca. És organitzat per l'Associació de Futbol de la República Txeca (FAČR) (Fotbalová asociace České republiky).

## Història
A la República Txeca, el futbol s'origina a Bohèmia entre el 1890 i el 1990, principalment jugat per alemanys (el país formava part de l'imperi Austrohongarès). El millor club alemany s'anomenava Regatta Prag. El 1892 trobem el primer encontre documentat a la República Txeca: Czech Athletic Club Roudnice 1-Sokol Roudnice 0. El 1896 es disputa el primer derbi entre Slavia i Sparta amb el resultat de 0-1. El 1896 es disputa el primer campionat txec, guanyat pel CFK Kickers Praga (primavera) i Deutscher FC Prag (tardor). El 1897 es disputa el campionat de la Corona Txeca, guanyat per Slavia i el 1902 es disputa el campionat de l'Associació de Futbol Txeca guanyat pel Cesky AFC Vinohrady.
L'any 1901 es creà la Federació Txeca de Futbol. Entre 1903 i 1908, la selecció de futbol de Bohèmia disputà set partits internacionals. Posteriorment, entre 1922 i 1993, la selecció i federació de la República Txeca esdevingueren les respectives de Txecoslovàquia. A partir d'aquest darrer any, renasqueren els organismes de la República Txeca, de nou com a estat independent.
Pel que fa a la fundació de clubs al país, els més destacats foren:
- 1892 SK Slavia Praha
- 1892 Deutscher FC Prag
- 1893 AC Královské Vinohrady
- 1893 CSK Uherský Brod
- 1894 SK Plzen
- 1894 FC Slovácká Slavia Uherské Hradište
- 1896 FK Meteor Praha (fundat com Kotva Liben Praha)
- 1897 ČFK Kickers Praha
- 1898 TJ Lokomotiva Praha
- 1898 SK Cechie Karlín
- 1899 SK Ceské Budejovice
- 1899 AFK Chrudim
- 1899 SK Pardubice
- 1901 SFC Opava
- 1901 FK Kaucuk Kralupy nad Vltavou
- 1901 FC Olympia Hradec Králové
- 1901 Football Society Brno
- 1902 AFK Kolín
- 1902 FC Turnov
- 1902 SK Haná Ceský Krumlov
- 1902 SK Náchod
- 1903 SK Kladno
- 1903 SK Viktoria Žižkov
- 1903 SK Nusle Praha
- 1903 Teplitzer FK
- 1904 TJ Admira Praha
- 1905 SK Hradec Králové
- 1905 FC Bohemians Praha

## Sistema de competició
El futbol txec és organitzat per la Federació Txeca de Futbol (ČMFS-Českomoravský fotbalový svaz).
L'estructura actual del futbol txec és la següent:
| Nivell | Lligues / Divisions                                    | Lligues / Divisions                                       | Lligues / Divisions                                             | Lligues / Divisions                                           | Lligues / Divisions                                    |
| ------ | ------------------------------------------------------ | --------------------------------------------------------- | --------------------------------------------------------------- | ------------------------------------------------------------- | ------------------------------------------------------ |
| 1      | První liga (Gambrinus liga) (Primera divisió) 16 clubs | První liga (Gambrinus liga) (Primera divisió) 16 clubs    | První liga (Gambrinus liga) (Primera divisió) 16 clubs          | První liga (Gambrinus liga) (Primera divisió) 16 clubs        | První liga (Gambrinus liga) (Primera divisió) 16 clubs |
| 2      | 2. liga (Segona divisió) 16 clubs                      | 2. liga (Segona divisió) 16 clubs                         | 2. liga (Segona divisió) 16 clubs                               | 2. liga (Segona divisió) 16 clubs                             | 2. liga (Segona divisió) 16 clubs                      |
| 3      | ČFL (Lliga de Txèquia) 18 clubs                        | ČFL (Lliga de Txèquia) 18 clubs                           | ČFL (Lliga de Txèquia) 18 clubs                                 | MSFL (Lliga de Moràvia-Silèsia) 16 clubs                      | MSFL (Lliga de Moràvia-Silèsia) 16 clubs               |
| 4      | Divisió A (Txèquia) 16 clubs                           | Divisió B (Txèquia) 16 clubs                              | Divisió C (Txèquia) 16 clubs                                    | Divisió D (Moràvia-Silèsia) 16 clubs                          | Divisió E (Moràvia-Silèsia) 16 clubs                   |
| 5      | Camp. de Praga Camp. de Bohèmia Central                | Camp. de Bohèmia del Sud Camp. de Plzeň Camp. de Carlsbad | Camp. d'Ústí nad Labem Camp. de Liberec Camp. de Hradec Králové | Camp. de Pardubice Camp. de Vysočina Camp. de Moràvia del Sud | Camp. d'Olomouc Camp. de Moràvia-Silèsia Camp. de Zlín |
| 6      | Campionats de categories inferiors                     | Campionats de categories inferiors                        | Campionats de categories inferiors                              | Campionats de categories inferiors                            | Campionats de categories inferiors                     |

## Competicions
- Lliga txeca de futbol
- Copa txeca de futbol

## Principals clubs
- AC Sparta Praha (Praga)
- SK Slavia Praha (Praga)
- FK Viktoria Žižkov (Praga)
- FC Bohemians Praha (Praga)
- FK Marila Příbram (Příbram)
- 1. FC Brno (Brno)
- FC Viktoria Plzeň (Plzeň)
- FC Slovan Liberec (Liberec)
- FC Baník Ostrava (Ostrava)
- FC Vitkovice (Ostrava)
- SK Sigma Olomouc (Olomouc)
- SK Dynamo České Budějovice (České Budějovice)
- FK Teplice (Teplice)
- FC Fastav Zlín (Zlín)
- S.K. Hradec Kralové (Hradec Kralové)
- FK Jablonec 97 (Jablonec nad Nisou)

## Jugadors destacats
Fonts:
Des de 1910
- Antonín Janda
- Václav Pilát
- Miroslav Pospíšil
- Jan Vaník

Des de 1920
- Antonín Hojer
- František Kolenatý
- Antonín Perner
- Karel Pešek-Kada
- Emil Seifert
- Josef Silný
- Josef Sloup-Štaplík
- Karel Steiner

Des de 1930
- Jaroslav Burgr
- Josef Čtyřoký
- Vlastimil Kopecký
- Josef Košťálek
- Oldřich Nejedlý
- František Plánička
- Antonín Puč
- Jiri Sobotka
- František Svoboda
- Ladislav Ženíšek

Des de 1940
- Jiri 'Georg' Hanke
- Karel Kolský
- Josef Ludl
- Jan Říha

Des de 1950
- Ladislav Novák
- Svatopluk Pluskal

Des de 1960
- Jan Lála
- Václav Mašek
- Josef Masopust
- Tomáš Pospíchal
- Jiří Tichý

Des de 1970
- Koloman Gögh
- Zdeněk Nehoda
- Antonín Panenka
- František Veselý
- Ivo Viktor

Des de 1980
- Jan Berger
- Jozef Chovanec
- Jaroslav Netolička
- Ladislav Vízek

Des de 1990
- Radek Bejbl
- Patrik Berger
- Miroslav Kadlec
- Petr Kouba
- Pavel Kuka
- Pavel Nedvěd
- Karel Poborský
- Tomáš Řepka
- Jan Suchopárek
- Tomáš Skuhravý

Des de 2000
- Milan Baroš
- Petr Čech
- Tomáš Galásek
- Zdeněk Grygera
- Marek Jankulovski
- Jan Koller
- Tomáš Rosický
- Vladimír Šmicer

Des de 2010
- Jaroslav Plašil

## Principals estadis
- Estadi Na Julisce (Praga)
- Toyota Arena (Na Letná) (Praga)
- Estadi Spartakiádní (Olomouc)

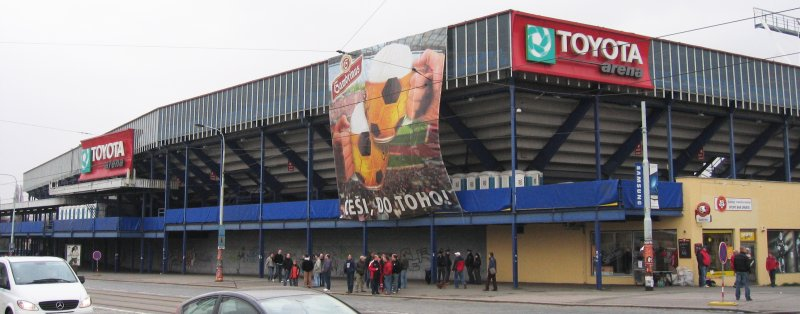
Toyota Arena.

- Estadi Evžena Rošického (Strahov) (Praga)
- Estadi Na Stínadlech (Teplice)
- Estadi Bazaly (Ostrava)